# Gliese 581 b

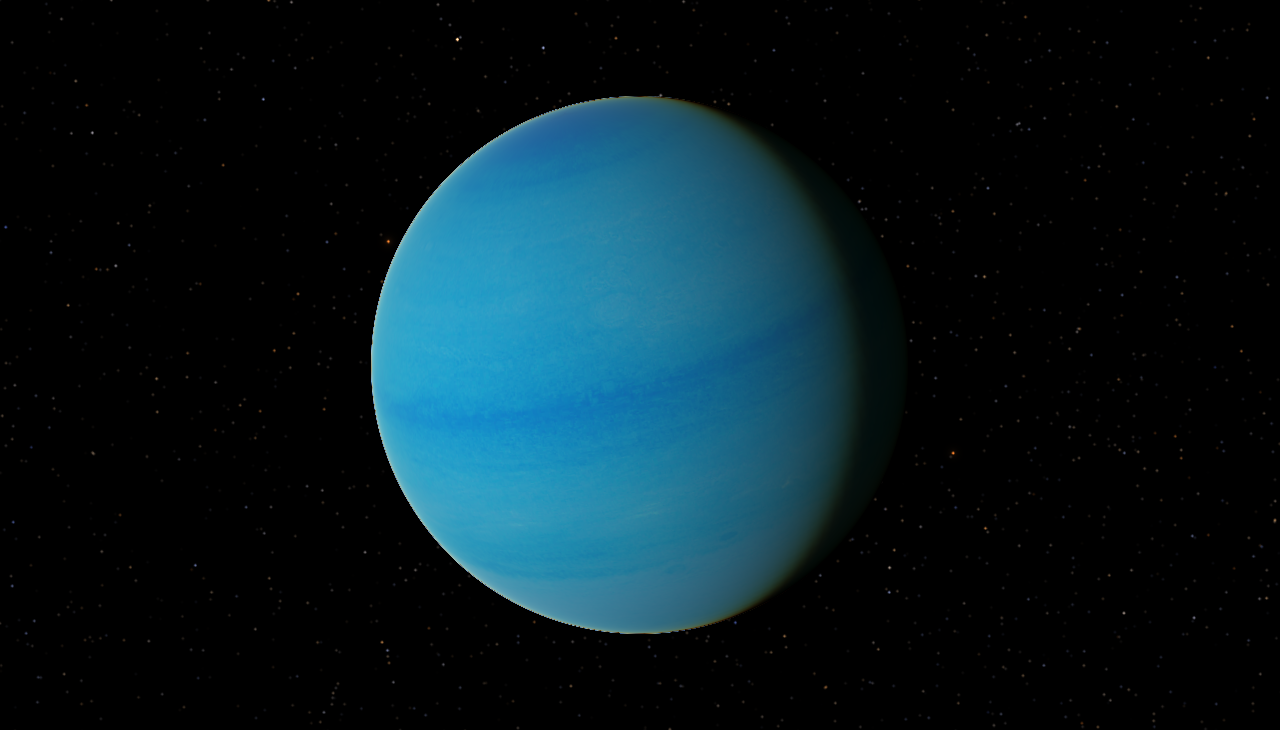
Reprezentare artistică a planetei

Gliese 581 b sau Gl 581 b este o planetă extrasolară care se rotește în jurul stelei Gliese 581 din constelația Balanța. Până în prezent, este prima planetă din cele șase descoperite în acest sistem. Gliese 581 b este a doua planetă de la stea. 